# Zeiningen
Zeiningen (toponimo tedesco) è un comune svizzero di 2 288 abitanti del Canton Argovia, nel distretto di Rheinfelden.

## Monumenti e luoghi d'interesse

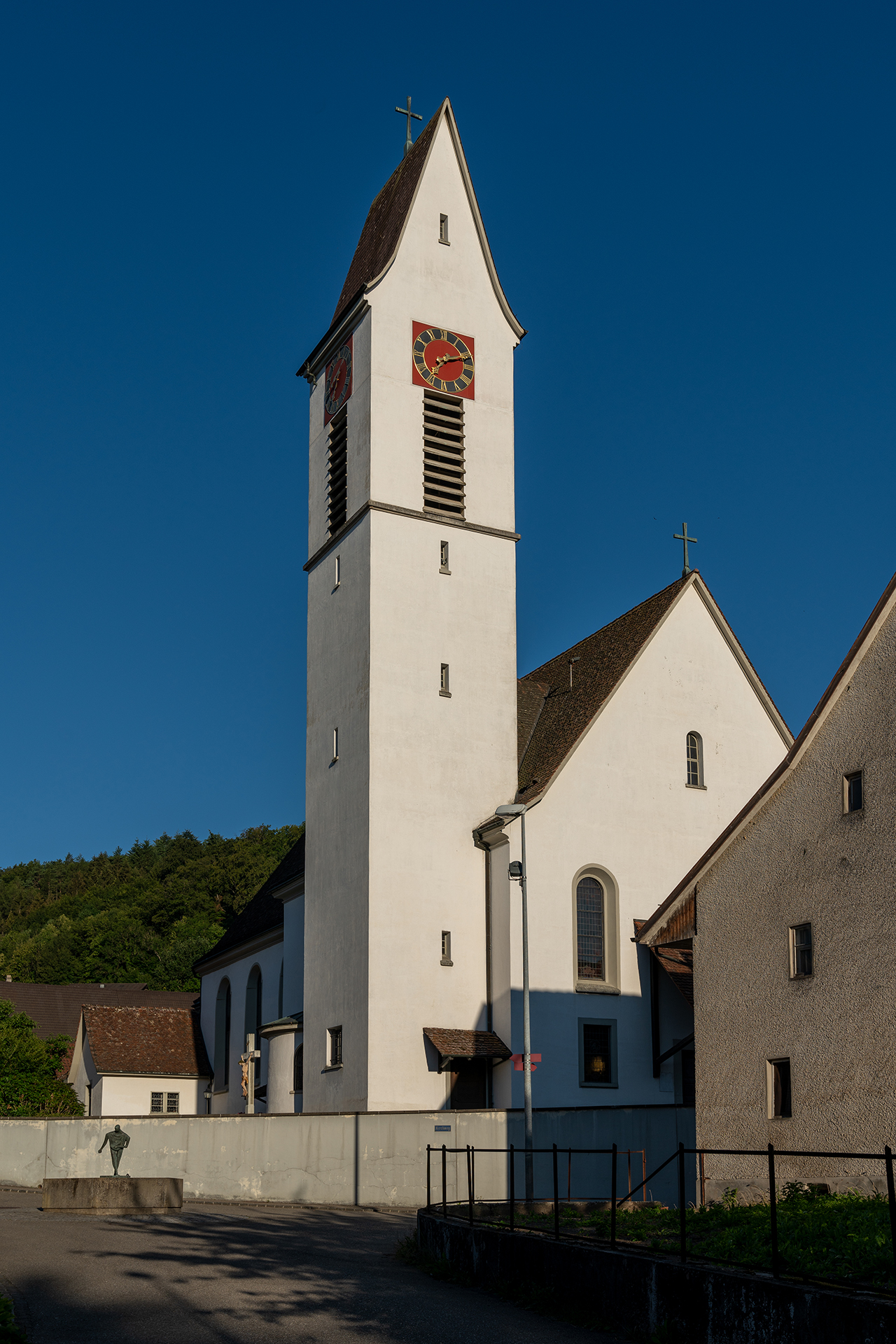
La chiesa cattolica di Sant'Agata

- Chiesa cattolica di Sant'Agata, attestata dal 1236 e ricostruita nel 1634 e nel 1768-1776[1].

## Società

### Evoluzione demografica
L'evoluzione demografica è riportata nella seguente tabella:
Abitanti censiti

## Amministrazione
Ogni famiglia originaria del luogo fa parte del cosiddetto comune patriziale e ha la responsabilità della manutenzione di ogni bene ricadente all'interno dei confini del comune.